# Paolino di Périgueux
Paolino di Périgueux (Périgueux, V secolo – 478) è stato un poeta e retore romano.

## Biografia
Nulla si conosce della vita di questo poeta cristiano, chiamato anche Paulinus Petricordis, Paulinus Petrocorius o Paulinus Petrocoriensis e vissuto in Gallia nella seconda metà del V secolo. Le lettere dedicatorie al vescovo San Perpetuo, comprese nell'opera in esametri Vita di San Martino, sono state pubblicate nel 1888 da Michael Petschenig che ha identificato l'autore dell'intera opera nel retore Paolino di Périgueux, di cui aveva fatto menzione Sidonio Apollinare, nell'epistola indirizzata a Lupo, tra il 477 e il 478.
Sidonio Apollinare aveva definito Paolino di Périgueux un retore famoso; tuttavia il benedettino Antoinio Rivet de La Grange, nella sua Storia letteraria della Francia (1733, tomo II) aveva poi ipotizzato che si trattasse del padre di Paolino. Probabilmente era un ecclesiastico, forse era vescovo, forse era benedettino.
Era sicuramente un familiare di San Perpetuo - che è stato vescovo titolare di diocesi di Tours dal 461 al 491 - che lo invitò a scrivere una Vita di San Martino, in esametri nello stesso stile di quelli di Virgilio, distribuiti in sei libri e redatti ispirandosi al testo in prosa della Vita di San Martino, scritta da Sulpicio Severo.
Paolino di Périgueux scrisse anche la dedica De orantibus, in versi, che fu apposta sul muro della primitiva basilica di San Martino (Tours) - terminata nel 473 e che il vescovo San Perpetuo aveva fatta costruire, per dedicarla al suo predecessore - e compose il poema Versus Paolini de visitatione nepotuli sui (460–470), in cui evocava il prodigio della miracolosa guarigione di un suo giovane nipote e della sua sposa (o fidanzata) ad opera di San Martino, ottenuto applicando sul petto dei malati la charta di Perpetuo, con l'elenco dei miracoli, operati dal santo post mortem e certificati dallo stesso Perpetuo. Probabilmente Paolino di Périgueux è stato anche autore di altre opere, che sono state invece attribuite a Paolino di Nola.
I suoi scritti, di valore letterario modesto, hanno interesse perché sono stati un importante veicolo d'informazione, un sostegno alla venerazione di san Martino, risvegliata circa trenta anni dopo la morte e poi sostenuta soprattutto da san Perpetuoː il culto popolare di san Martino, da Tours si diffuse nella Gallia e poi in tutta la cristianità. Fu proprio il vescovo santo Perpetuo a volere a Tours la basilica, a promuovere la città come sede metropolitana e a riformare il calendario liturgico della diocesi, inserendo la ricorrenza di san Martino all'11 novembre.

## Opere
- (LA) Paulinus Petricordiensis, Paulini Petricordiae Carmina / rec. M. Petschenig. Orientii Carmina / rec. R. Ellis. Paulini Pellaei eucharisticos / rec. G. Brandes. Claudii Mariivictoris Alenthia et probae cento / rec. C. Schenkl, Mediolani, Ulricus Hoeplius, 1888, SBN UBO2441530.
- (FR, LA) Paulin de Périgueux, Vie de Saint Martin, Paris, Les éditions du Cerf, 2016, SBN MIL0938838.[4]